# Премия Франтишека Нушла
Премия Франтишека Нушла (чеш. Cena Františka Nušla) — чешская научная награда, которую Чешское астрономическое общество (ЧАТ) вручает исследователям и выдающимся лицам за научную, профессиональную, педагогическую, популяризаторскую и организационную работу в области астрономии и смежных наук. Названа в честь чешского астронома Франтишека Нушла (1867—1951), профессора Чешского технического и Карлова университетов, основателя и первого директора Ондржейевской обсерватории, директора Национальной обсерватории в Праге и председателя Чешского астрономического общества. Премию присуждают в Чехии.

## История
Премию основано в 1938 году. С 1949-го ее не присуждали, а в 1999 году ЧАТ постановило возобновить присуждение.

## Правила присуждения премии
Согласно решению исполнительного комитета ЧАТ от 27 января 1999 года, утверждены следующие основные правила присуждение премии Франтишека Нушла.
- Премия Франтишека Нушла, которую присуждает ЧАТ, является преемницей премии, которую учредили в 1938 году и прекратили вручать в 1949 году.
- Премию присуждают ученым и выдающимся лицам за научную, профессиональную, педагогическую, популяризаторскую и организационную работу в области астрономии и смежных наук в течение всей жизни.
- Премию вручают ежегодно, не позднее, чем в день рождения Франтишека Нушла (3 декабря).
- Вместе с премией лауреату вручается диплом. Желательно, чтобы лауреат прочитал лекцию на тему своей работы или чего-то другого.
- Подавать предложения о кандидатах на премию уполномочено комитеты филиалов и секций ЧАТ. Также принимаются предложения от отдельных членов ЧАТ. Последний срок подачи предложений на данный год — 30 апреля.
- Для рассмотрения предложений председатель ЧАТ назначает комиссию из трех человек. Он же и председательствует в этой комиссии. Другие члены комиссии — это член исполнительного комитета ЧАТ, ответственный за присуждение премии, и астроном, компетентный в области научной деятельности кандидатов. Комиссия обсуждает предложения не дольше, чем один месяц после их подачи, и дает соответствующую рекомендацию исполнительному комитету. Заседания комиссии могут происходить в форме переписки.
- Исполнительный комитет ЧАТ на своем ближайшем заседании принимает или отвергает предложения, которые рекомендовала комиссия. Если исполнительный комитет не соглашается с рекомендованной предложением, комиссия может предложить другого кандидата или отстаивать свою рекомендацию. На следующем заседании исполнительный комитет принимает решение о кандидатуре, которое не подлежит обжалованию.
- Премия присуждается ежегодно одному лицу. Как исключение, кандидатов может быть больше только в том случае, когда они длительное время интенсивно сотрудничают. Исполнительный комитет ЧАТ может, учитывая уровень представленных кандидатур, постановить не присуждать премии в данном году.
- На вручении премии, первом после ее обновления, предстоит зачитать имена всех лауреатов премии.

## Лауреаты премии
- 1938 Карел Чацкий[чеш.]
- 1939 Антонин Бечварж
- 1940 Владимир Гут[словац.]
- 1940 Ян Квичала
- 1940 Ярослав Штепанек[чеш.]
- 1941 Йозеф Клепешта[чеш.]
- 1942 Їндржіх Земан
- 1943 Карел Андел
- 1944 Виктор Рольчик[чеш.]
- 1945 Бедржих Чурда-Липовский[чеш.]
- 1946 Людмила Пайдушакова
- 1947 Вилем Гайдушек[чеш.]
- 1948 Карел Новак[чеш.]
- 1949 Луиза Ландлова-Штыхова[чеш.]

- 1999 Любош Перек
- 2000 Мирослав Плавец
- 2001 Ладислав Крживський[чеш.]
- 2002 Зденек Швестка[чеш.]
- 2003 Иосип Клечек[чеш.]
- 2004 Зденек Цеплеха[чеш.]
- 2005 Ладислав Сегнал[чеш.]
- 2006 Зденек Секанина[нем.]
- 2007 Ян Вондрак[чеш.]
- 2008 Иван Губений[чеш.]
- 2009 Павел Майер
- 2010 Любош Когоутек
- 2011 Иржи Григар[чеш.]
- 2012 Антонин Рюкл[чеш.]
- 2013 Мариан Карлицкий[чеш.]
- 2014 Петр Гайнцель[чеш.][1]
- 2015 Ян Палоуш / Jan Palouš[2]